# Insensatez (vicio)

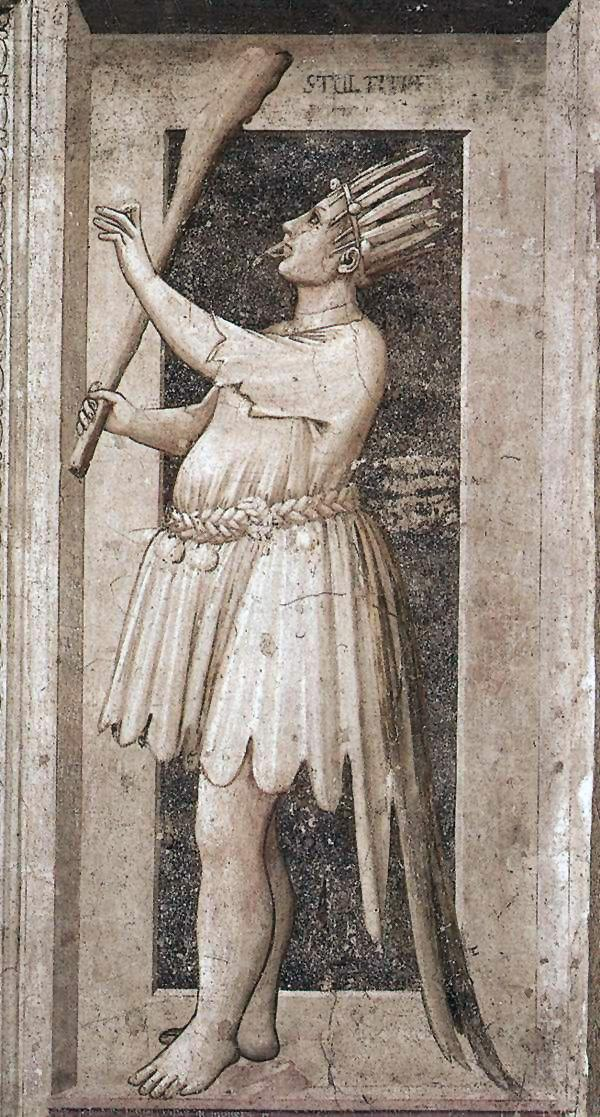
Stultitia de Giotto —de su fresco de las siete virtudes y sus vicios opuestos en la Capilla de los Scrovegni. Stultitia (insensatez) se mostró como lo opuesto a Prudentia (prudencia).

La insensatez es la incapacidad o la falta de actuar siguiendo la razón debido a la falta de juicio, la estupidez, la terquedad, etc. Cosas como la impulsividad o las influencias pueden afectar la capacidad de una persona para tomar decisiones razonables. Otras razones de aparente insensatez incluyen la ingenuidad, la candidez y la credulidad. La insensatez se diferencia de la estupidez, que es la falta de inteligencia. Un acto de insensatez se llama locura. A una persona que es insensata se le puede llamar tonto. Lo contrario de la insensatez es la prudencia.

## Concepto
En 1995 el psicólogo clínico alemán Andreas Maercker definió la insensatez como un pensamiento rígido, dogmático e inflexible que genera sentimientos de amargura y probable molestia. Es considerado la base de ilusiones de grandiosidad como la omnisciencia, la omnipotencia y la invulnerabilidad.
Varios proverbios del Libro de Proverbios caracterizan rasgos de la insensatez.